# Социал-демократическая партия Германии
Социа́л-демократи́ческая па́ртия Герма́нии (СДПГ) (нем. Sozialdemokratische Partei Deutschlands, SPD) — немецкая левоцентристская социал-демократическая политическая партия, одна из крупнейших и старейших партий современной Германии (ФРГ), основана 23 мая 1863 года Фердинандом Лассалем как Всеобщий германский рабочий союз (ВГРС) в Германской империи. Крупнейшая партия Германии вместе с Христианско-демократическим союзом.
В 1875 году ВГРС объединился с созданной в 1869 году Социал-демократической рабочей партией (СДРП) Вильгельма Либкнехта и Августа Бебеля. В 1878—1890 (Германская империя) и 1933—1945 годах (нацистская Германия) Социал-демократическая партия в государствах действовала нелегально. Своё современное название получила в 1890 году, после отмены германского Исключительного закона против социалистов.
- Количество членов партии: 404 305 человек (2020 год).
- Государственное финансирование партии: 48.648.864,36 € (состояние на 31 декабря 2014 года).
- Почтовый адрес: Вильгельмштрассе, дом № 141 (Вилли-Брандт-Хаус), Берлин, 10963 (Willy-Brandt-Haus, Wilhelmstraße 141, 10963 Berlin).

С 2021 года, после парламентских выборов в Бундестаг, по 2025 года в Германии действовало правительство Олафа Шольца, члена СДПГ. С 2025 года партия входит в правительство Фридриха Мерца. 

## История

### В монархической Германии

#### Создание двух рабочих партий и их слияние
- 23 мая 1863 — 38-летний Фердинанд Лассаль за год до своей смерти основал Всеобщий германский рабочий союз.
- 25 декабря 1865 — в Лейпциге основан «Всеобщий германский союз рабочих-табачников». Это первая профсоюзная организация в Германии после 1849 года с центральным руководством.
- 20-22 мая 1866 г. — образование «Германского союза рабочих печатников».
- 19 августа 1866 — Август Бебель и Вильгельм Либкнехт совместно с буржуазными демократами основывают «Саксонскую народную партию».
- 12 февраля 1867 — А. Бебель, В. Либкнехт и Х. Шрапс избраны депутатами в Северогерманский Рейхстаг.
- 5 сентября 1868 г. — на объединённом съезде германских рабочих союзов большинством голосов принимается решение о присоединении к программе Международного товарищества рабочих (I Интернационал). Поддержка создания профсоюзов.
- 7-8 августа 1869 г. — основание Социал-демократической рабочей партии в Эйзенахе. СДРП заявляет, что она является германской ветвью I Интернационала.
- 22-27 мая 1875 г. — объединение «лассальянцев» и «эйзенахцев» на съезде в Готе в «Социалистическую рабочую партию Германии». Принятие Готской программы. Маркс подверг её критике в своей работе «Заметки на полях программы немецкой рабочей партии» (более известна под названием «Критика Готской программы»). По решению руководства партии эта работа была впервые опубликована в январе 1891 года.
- 1 октября 1876 г. — первый номер газеты Vorwärts («Вперёд») — центрального печатного органа Социалистической рабочей партии — выходит в Лейпциге.
- 30 июня 1878 г. — несмотря на значительные трудности, созданные политическими противниками в ходе избирательной кампании, Социалистическая рабочая партия на выборах в Рейхстаг получила 7,6 % голосов и 9 мандатов.

#### Исключительный закон против социалистов (1878—1890)
- 19 октября 1878 г. — Внесённый Бисмарком ещё в мае «Закон против опасных для общества целей социал-демократии» принимается рейхстагом (221 голос против 149 голосов).
- 20-23 августа 1880 г. — Конгресс Социалистической рабочей партии в замке Виден (Швейцария).
- 25 января 1890 г. — Рейхстаг отклоняет продление действия закона против социалистов.

#### Крупнейшая партия империи по числу голосов на выборах
- 20 февраля 1890 г. — На выборах в рейхстаг социал-демократы добились крупного успеха: они опередили все другие партии, набрав 19,7 % голосов.
- 16-17 ноября 1890 г. — Создание «Генеральной комиссии профсоюзов Германии».
- 14-20 октября 1891 г. — Партийный съезд в Эрфурте. Принимается Эрфуртская программа. Теоретическая часть её написана Карлом Каутским, другая, посвящённая практической политике — Эдуардом Бернштейном.
- январь 1899 г. — Эдуард Бернштейн публикует свою книгу «Предпосылки социализма и задачи социал-демократии», обосновавшую необходимость «ревизии» марксизма в новых исторических условиях (см. Бернштейнианство). Ведущий теоретик ортодоксального марксизма Карл Каутский издаёт книгу «К критике теории и практики марксизма», в которой полемизирует с Бернштейном.
- 9-17 октября 1899 г. — споры о ревизионизме на съезде партии в Ганновере.
- 17-23 сентября 1903 г. — на съезде партии в Дрездене осуждён ревизионизм. В том же году на выборах в рейхстаг партия получила 3 млн голосов, из которых 750 тысяч голосов возможно не были поданы представителями промышленного рабочего класса[1].
- 22-27 мая 1905 г. — V конгресс профсоюзов Германии, состоявшийся в Кёльне, осудил пропаганду массовой политической забастовки.
- 17-23 сентября 1905 г. — съезд СДПГ в Йене принял предложенную Бебелем резолюцию, в которой массовая политическая забастовка одобряется как действенное оборонительное средство борьбы.

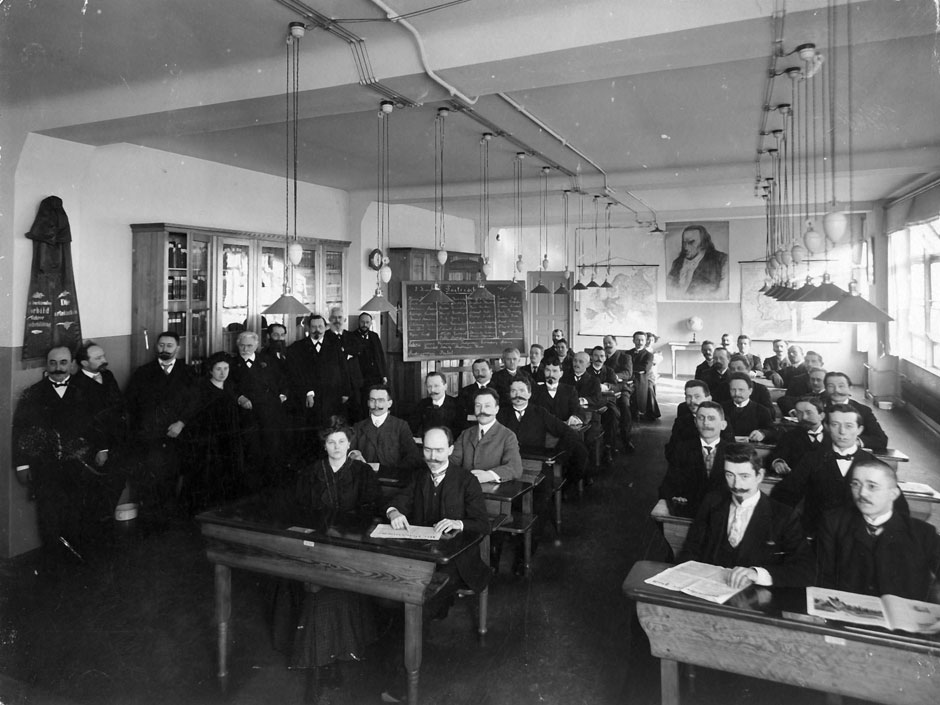
Партийная школа Социал-демократической партии Германии, 1907
Преподаватели, стоящие справа, слева направо: Гуго Гейнеман, Генрих Шульц (политик), Курт Розенфельд, Роза Люксембург, Август Бебель, Штадтгаген, Артур, Генрих Кунов, Франц Меринг, Эммануэль Вурм.
Среди студентов: левый ряд, слева во втором ряду — Вильгельм Пик, правый ряд, третий ряд слева — Фридрих Эберт.

- 23-29 сентября 1906 г. — съезд СДПГ в Мангейме продолжил обсуждение вопроса о массовой политической забастовке. В «Мангеймском соглашении» признаётся самостоятельность профсоюзов.

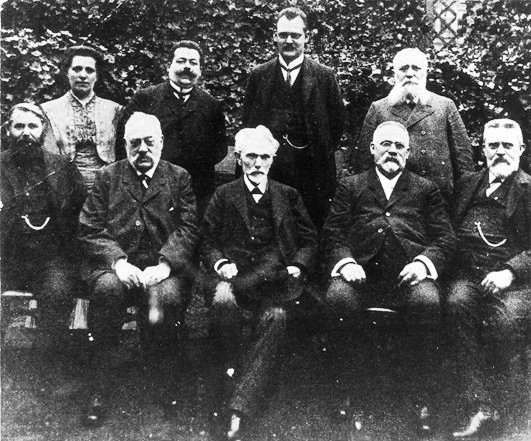
Руководство СДП 1909. Верхний ряд: Луиза Циц, Фридрих Эберт, Герман Мюллер, Роберт Венгельс. Нижний ряд: Карл Альвин Гериш, Пауль Зингер, Август Бебель, Вильгельм Пфанкух, Герман Молькенбур

- 12 января 1912 г. — СДПГ добивается чрезвычайно большого успеха на выборах в рейхстаг. Получив 34,8 % голосов и 110 мандатов, она намного опередила другие партии.
- 13 августа 1913 г. — Август Бебель умер в Швейцарии.
- 3 августа 1914 г. — Начало Первой мировой войны. Фракция СДПГ в Рейхстаге 78 голосами против 14 одобряет испрашиваемые правительством кредиты на ведение войны.
- 4 августа 1914 г. — Фракция СДПГ единодушно голосует за военные кредиты. Председатель партии и фракции Г. Гаазе заявил: «В час опасности мы не бросим наше отечество на произвол судьбы».
- 2 декабря 1914 г. — Карл Либкнехт, единственный из фракции, голосует против второго пакета военных кредитов.
- январь 1916 г. — Социал-демократы, находящиеся в оппозиции к политическому курсу руководства СДПГ, создают «Группу Интернационал» во главе с Розой Люксембург и Карлом Либкнехтом. Под каждым номером её печатного органа «Политические письма» стоит подпись «Спартак».
- 24 марта 1916 г. — Большинство фракции в Рейхстаге вновь голосует за военные кредиты, а на заседании фракции добивается (56 голосами против 36) лишения депутатов меньшинства права пользоваться статусом членов фракции. Это привело к расколу фракции. 18 депутатов во главе с Г. Гаазе заявили, что они выходят из фракции и образуют «Социал-демократическое рабочее сообщество»; в него входят Г. Гаазе, Э. Бернштейн, В. Диттманн, Г. Ледебур и другие.
- 7 января 1917 г. — Конференция в Берлине оппозиционных политике руководства СДПГ социал-демократов, включая членов «Социал-демократического рабочего сообщества» и «Группы Интернационал». Партийный комитет (СДПГ) осуждает её как «особую организацию».
- 6-8 апреля 1917 г. — В Готе конференция оппозиционных социал-демократов принимает решение о создании Независимой социал-демократической партии Германии (НСДПГ). В подготовленном К. Каутским и одобренном делегатами манифесте, в частности, приветствуется Февральская революция в России.
- 4 октября 1918 г. — Представители СДПГ входят в коалиционное правительство принца Макса Баденского, которого Вильгельм II назначил рейхсканцлером.

### Во главе правительстваНоябрьской революции
- 7-8 ноября 1918 г. — Революционные выступления рабочих, матросов и солдат распространяются на всю Германию. В Мюнхене провозглашается республика и образуется временное правительство во главе с К. Эйснером (НСДПГ).
- 9 ноября 1918 г. — Макс Баденский слагает с себя полномочия рейхсканцлера и передаёт правительственные дела Ф. Эберту (СДПГ). Ф. Шейдеман (СДПГ) официально провозглашает Германию Республикой.
- 10 ноября 1918 г. — Общее собрание рабочих и солдатских Советов Берлина избирает Исполнительный комитет, который утверждает состав Совета народных уполномоченных — Временного революционного правительства. От СДПГ в него входят Эберт, Шейдеман и Ландсберг и от НСДПГ— Гаазе, Диттман и Барт. Райхсканцлером становится Ф. Эберт, который принимает предложение о сотрудничестве высшего военного командования.
- 19 января 1919 г. — На выборах в Национальное собрание СДПГ-большинства, собрав более 11,5 млн, или почти 38 % голосов, опережает все другие партии. НСДПГ получает более 2,3 млн, или свыше 7,6 % голосов. Из 421 депутатского мандата в национальном собрании на долю СДПГ приходится 163 и на долю НСДПГ — 22 мандата.
- 13 февраля 1919 г. — Ф. Шейдеман (СДПГ) формирует первое правительство веймарской коалиции, состоящей из СДПГ, Немецкой демократической партии (НДП) и Партии центра.
- 31 июля 1919 г. — Национальное собрание принимает Веймарскую конституцию.

### Крупнейшая партия веймарской коалиции
- 27 марта 1920 г. — После отставки кабинета Густава Бауэра новое правительство формирует Герман Мюллер (СДПГ) на той же коалиционной основе (СДПГ, Партия центра и НДП).
- 6 июня 1920 г. — На выборах в рейхстаг СДПГ теряет голоса (с 37,9 % до 21,6 %), в то время как НСДПГ, напротив, добивается большего успеха (с 7,6 % голосов до 18 %). СДПГ переходит в оппозицию.
- 18-24 сентября 1921 г. — Съезд СДПГ в Гёрлице принимает новую программу партии.
- 24 сентября 1922 г. — Воссоединение части НСДПГ с СДПГ-большинства в Объединённую Социал-демократическую партию Германии (ОСДПГ).
- 22 февраля 1924 г. — членами СДПГ, Партии центра, НДП и профсоюзами учреждён Рейхсбаннер в ответ на пивной путч нацистов и гамбургское восстание коммунистов. Рейхсбаннером фактически руководили социал-демократы.
- 7 декабря 1924 г. — Внеочередные выборы в рейхстаг. СДПГ увеличивает число своих мандатов со 100 до 131.

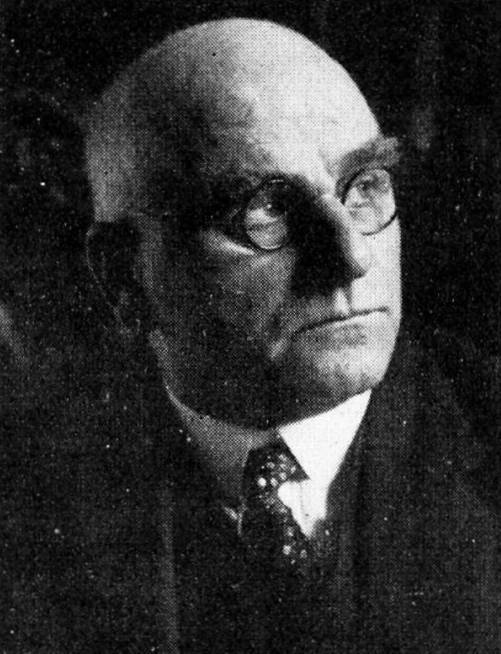
Отто Браун — премьер-министр Пруссии (1920—1932 с небольшими перерывами), кандидат в президенты от СДПГ на выборах 1925 года

- 28 февраля 1925 г. — Умер Фридрих Эберт.
- 13-18 сентября 1925 г. — На съезде в Гейдельберге СДПГ принимает новую программу партии.
- 20 мая 1928 г. — Выборы в Рейхстаг. СДПГ получает более 9 млн голосов (29,8 %) и завоёвывает 153 мандата.
- 28 июня 1928 г. — Герман Мюллер формирует правительство большой коалиции в составе СДПГ, Партии центра, Немецкой народной партии, НДП и Баварской народной партии.
- 27 марта 1930 г. — Распад большой коалиции.
- 31 мая — 5 июня 1931 г. — Съезд СДПГ в Лейпциге.
- 16 декабря 1931 г. — СДПГ основывает «Железный фронт» для отражения фашистской опасности.
- 10 апреля 1932 г. — Гинденбург одерживает победу во втором туре и становится рейхспрезидентом Германии.
- 20 июля 1932 канцлером Папеном было отстранено от власти социал-демократическое правительство Пруссии (прусский переворот[англ.]).
- 31 июля 1932 г. — Досрочные выборы в рейхстаг. НСДАП образует самую большую фракцию в рейхстаге.
- 30 января 1933 г. — А. Гитлер становится рейхсканцлером.
- 5 марта 1933 г. — Досрочные выборы в рейхстаг. Несмотря на сильнейший террор СДПГ получает 7,1 млн голосов — 120 мандатов. КПГ: 4,7 млн голосов — 81 мандат. Число голосующих за партию Гитлера возросло до 17,3 млн человек — 288 мандатов.
- 22 июня 1933 г. — партия была запрещена[2]
- 14 июля 1933 г. — издаётся закон о запрещении существования в Германии любых партий, кроме НСДАП.

Из эмигрировавших из Германии членов партии в Праге образовался заграничный комитет партии во главе с Отто Вельсом.

### В Западной Германии

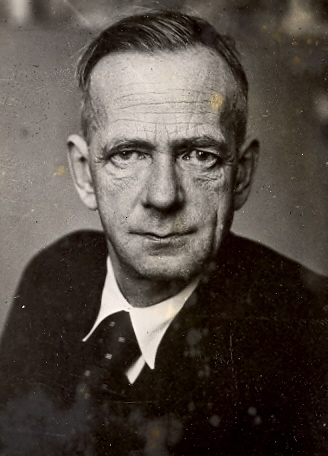
Курт Шумахер

В Западной Германии после воссоздания СДПГ первоначально находилась в оппозиции. Впервые выиграла выборы в ФРГ в 1969 и находилась у власти до 1982 (правительства в эти годы возглавлял Вилли Брандт, а затем — Гельмут Шмидт). Вначале СДПГ выступала против перевооружения Западной Германии и вступления её в НАТО, но впоследствии её позиция резко изменилась.
- февраль 1946 г. — Английские военные власти разрешают образование партий и профсоюзов на местном уровне.
- 9-11 мая 1946 г. — Первый послевоенный съезд СДПГ в Ганновере. Председателем СДПГ единодушно избран Курт Шумахер, почти десять лет бывший заключённым нацистских концлагерей. Шумахер был непримиримым противником и коммунистов, которых называл «красными фашистами».
- 29 июня — 2 июля 1947 г. — Съезд СДПГ в Нюрнберге. Повестка дня: Германия и Европа, строительство новой Германской Республики, принципы политики СДПГ в области экономики, культуры, сельского хозяйства и в социальной сфере.
- 11-14 сентября 1948 г. — Съезд СДПГ в Дюссельдорфе обращается к западным военным властям с требованием принять Оккупационный статут, который разграничит полномочия между оккупационными властями трёх западных держав и немцами.

#### В оппозиции (1949—1966)
- 14 августа 1949 г. — Выборы первого бундестага. Завоевав 131 мандат, СДПГ становится второй по силе партией в парламенте после ХДС/ХСС (139 мандатов).
- 16-17 ноября 1949 г. — На совместном заседании в Герне Правление и Совет СДПГ определяют первоочередные задачи на 1950 г. с целью активизации политической и организационной деятельности партии («Гернские соглашения»).
- 21-25 мая 1950 г. — Съезд СДПГ в Гамбурге подтверждает решение Правления партии об оказании сопротивления ремилитаризации Германии.
- 20 августа 1952 г. — Скончался Курт Шумахер.
- 24-28 сентября 1952 г. — Съезд СДПГ в Дортмунде принимает Программу действий СДПГ. Председателем партии избран Эрих Олленхауэр, его заместителем — Вильгельм Меллис.
- 20-24 июля 1954 г. — Съезд СДПГ в Берлине вносит изменения и дополнения в программу действий.
- 10-14 июля 1956 г. — Съезд СДПГ в Мюнхене обсуждает проблемы, возникающие в связи со второй промышленной революцией.
- 15 сентября 1957 г. — Выборы в бундестаг. ХДС/ХСС получает абсолютное большинство голосов (50,2 %). Число поданных за СДПГ голосов увеличивается на 1,5 млн.
- 18-23 мая 1958 г. — На съезде СДПГ в Штутгарте вносятся изменения в партийный устав. В частности, утверждается новый руководящий орган — Президиум СДПГ. Председателем вновь был избран Эрих Олленхауэр. Впервые в правление СДПГ избран Вилли Брандт.
- 18 марта 1959 г. — Правление СДПГ принимает «План по Германии», предусматривающий поэтапное воссоединение Германии.
- 13-15 ноября 1959 г. — Внеочередной съезд СДПГ в Бад-Годесберге. Повестка дня: обсуждение и принятие новой программы. В ней СДПГ официально отказалась от концепции классовой партии и марксистских принципов, сохраняя приверженность программам социального обеспечения. Съезд подчеркнул «необходимость защиты и развития частной собственности на средства производства».
- 21-25 ноября 1960 г. — Съезд СДПГ в Ганновере обсуждает вопросы внутренней и внешней политики. В связи с выборами в бундестаг съезд выдвигает кандидатом в канцлеры Вилли Брандта.
- 17 сентября 1961 г. — Выборы в бундестаг. За СДПГ голосуют 36,6 % избирателей и она получает 190 мандатов, то есть на 21 больше, чем в 1957 г. ХДС/ХСС теряет своё абсолютное большинство в Бундестаге.
- 12 мая 1963 г. — Торжественный митинг в Ганновере по случаю 100-летия СДПГ. В поздравительном послании от К. Аденауэра даётся оценка деятельности СДПГ: «Её заслуги в созидании нашего свободного демократического отечества не может приуменьшить никто».
- 23-27 ноября 1964 г. — Съезд СДПГ в Карлсруэ прошёл под знаком подготовки к выборам в бундестаг 1965 г. В. Брандт вновь был выдвинут кандидатом в канцлеры.

#### Большая коалиция (1966—1969)
- 19 сентября 1965 г. — Выборы в бундестаг пятого созыва. За СДПГ проголосовали 12,7 млн избирателей и она получила 202 мандата. ХДС/ХСС образовал крупнейшую фракцию — 245 депутатов. По итогам выборов была сформирована «чёрно-жёлтая коалиция» из ХДС/ХСС и СвДП. Однако уже в 1966 году «чёрно-жёлтая коалиция» распалась, СДПГ впервые входит в правительство ФРГ — формируется большая коалиция ХДС/ХСС и СДПГ, лидер социал-демократов В. Брандт становится вице-канцлером и министром иностранных дел.
- 5 марта 1969 г. — Густав Хайнеманн (СДПГ) избирается федеральным собранием, в том числе и голосами представителей СвДП, президентом ФРГ.

#### Во главе правительственной коалиции (1969—1982)

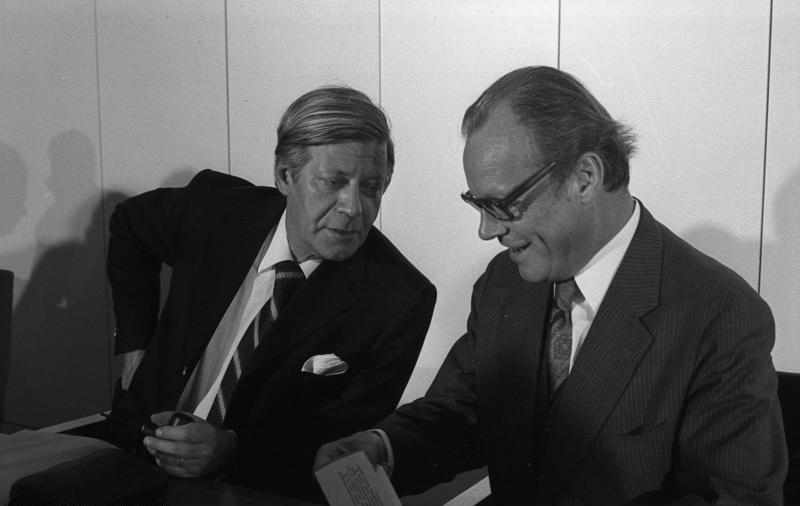
Вилли Брандт (справа) и Гельмут Шмидт. 8 мая 1974

28 сентября 1969 г. на выборах в бундестаг шестого созыва СДПГ получила 224 мандата, ХДС/ХСС 242, СвДП 30 мест. СДПГ и СвДП сформировали правительство Брандта — Шееля, начавшее «новую восточную политику», учитывающую послевоенные геополитические реалии. Необходимость отказа от ставки на военную силу в отношениях со странами восточного блока получила обоснование в работах видного деятеля СДПГ Э. Бара и ряда других политиков, рекомендовавших перейти к стратегии «изменение через сближение». В рамках этой стратегии предполагалось посредством снижения военно-политической напряжённости и развития экономических, политических, культурных контактов добиться «эрозии» социализма в странах восточного блока, ликвидации Организации Варшавского договора и воссоединения Германии путём включения ГДР в состав ФРГ.
- 18—20 ноября 1971 г. — Внеочередной съезд СДПГ в Бонне и Бад-Годесберге обсуждает следующие темы: налоговая реформа, средства массовой информации, параграф 218 Основного закона (о запрете абортов), реформа партийной организации.
- 20 декабря 1971 г. — Вилли Брандту присуждается Нобелевская премия мира в Осло.

Выборы в бундестаг, состоявшиеся 19 ноября 1972 года, прошли досрочно, так как коалиция СДПГ и СвДП потеряла парламентское большинство: несколько депутатов покинули обе партии в знак несогласия с «восточной политикой» Брандта. Выборы стали самыми успешными для социал-демократов в послевоенной истории — впервые они получили больше голосов и депутатских мест, чем блок ХДС/ХСС.
24 апреля 1974 года в Бонне был арестован личный референт Брандта Гюнтер Гийом, являвшийся разведчиком ГДР. Это привело к серьёзному внутриполитическому кризису в ФРГ, окончившемуся 7 мая 1974 года отставкой Вилли Брандта с поста федерального канцлера. Правительство возглавил Гельмут Шмидт. При руководстве Шмидта произошло заметное поправение партийного курса (левая оппозиция в молодёжной организации была подавлена исключением из партии её председателя Клауса Уве Беннетера).
В 1982 году СвДП вышла из коалиции с СДПГ и примкнула к блоку ХДС/ХСС. СДПГ перешла в оппозицию.

### В единой Германии

#### В оппозиции
В советском секторе, где впоследствии была провозглашена ГДР, СДПГ и Коммунистическая партия Германии объединились в Социалистическую единую партию Германии. В процессе распада коммунистической системы в 1989 социал-демократы воссоздали свою собственную партию (SDP), которая после объединения страны вошла в СДПГ.

#### В красно-зелёной коалиции (1998—2005)
В октябре 1998 года СДПГ, избирательный список которой возглавил Герхард Шрёдер, под лозунгами сокращения безработицы, модернизации экономики, поддержки предпринимательства и сохранения системы социальной защиты впервые с 1982 года победила на парламентских выборах, набрав 40,9 % голосов. Было сформировано коалиционное правительство с участием Партии зелёных.
В мае 1999 федеральным президентом был избран социал-демократ Йоханнес Рау, в 1978—1998 возглавлявший правительство Северного Рейна-Вестфалии.
В марте 1999 из-за несогласия с правительственным курсом ушёл в отставку с государственных и партийных постов Оскар Лафонтен, избранный в ноябре 1995 года председателем СДПГ и вошедший в правительство Шрёдера в качестве министра экономики и финансов. Партию возглавил сам Шрёдер.
В руководстве страной Шрёдеру предстояло выбрать между двумя концепциями преодоления кризиса — предложенной либеральными экономистами (путём сокращения социальной поддержки населения) или той, на которой настаивали левые социал-демократы во главе с Оскаром Лафонтеном (повышение налогообложения более состоятельных слоёв общества). Шрёдер выбрал первый вариант, что привело к разрыву с Лафонтеном. В то же время попытка Шрёдера приступить к выполнению программы урезания социальных прав граждан привела к стремительному падению поддержки СДПГ со стороны населения.
Не сумев решить структурные экономические проблемы, Шрёдер едва не потерпел поражение на выборах 22 октября 2002. Только жёсткая оппозиция американскому вторжению в Ирак и эффективная помощь жертвам наводнения на востоке Германии в тот год помогли СДПГ получить 38,5 % голосов и добиться небольшого перевеса над христианскими демократами. СДПГ вновь создала коалиционное правительство с «Зелёными».
В марте 2003 Шрёдер запустил программу структурных экономических реформ, известную как «Программа 2010» (Agenda 2010). Она предусматривает ограничение расходов на здравоохранение, пенсионное и социальное обеспечение, а также либерализацию трудового законодательства с целью стимулирования создания новых рабочих мест. Это, однако, не позволило побороть экономическую стагнацию, а число безработных в Германии сохранилось на уровне 5 млн человек, или 12 % трудоспособного населения.
В 2004 году ряды СДПГ покинуло большое число членов партии, стоящих на левых позициях, в том числе О. Лафонтен. В 2007 они вместе с бывшими коммунистами ГДР создали Левую партию.
В 2004 Шрёдер ушёл в отставку с поста главы СДПГ, а его преемником стал Франц Мюнтеферинг.
Выборы в Европарламент в 2004 принесли катастрофически низкие результаты для СДПГ, самые низкие после Второй мировой войны (21,5 % голосов).
22 мая 2005 после поражения на местных выборах в земле Северный Рейн — Вестфалия Шрёдер объявил о решении СДПГ инициировать проведение досрочных национальных выборов уже в сентябре 2005, то есть за год до окончания срока его полномочий.

#### Большая коалиция (2005—2009)
Досрочные выборы прошли 18 сентября 2005 года. Неожиданно для всех СДПГ (которой предвещали поражение) и блок ХДС/ХСС получили почти одинаковое число голосов, однако недостаточно для того, чтобы сформировать однопартийное правительство.
Совместно с ХДС/ХСС СДПГ вошла на правах младшего партнёра в так называемую «большую правительственную коалицию». В ходе переговоров о её создании 10 октября 2005 года было решено, что Ангела Меркель станет новым канцлером Германии.
В обмен на согласие на канцлерство А. Меркель СДПГ получила в кабинете 8 министерских портфелей: иностранных дел, финансов, юстиции, труда, по вопросам охраны окружающей среды, здравоохранения, транспорта, а также экономического сотрудничества и развития. Сам Герхард Шрёдер покинул правительство.
31 октября 2005 председатель СДПГ Франц Мюнтеферинг подал в отставку в связи с поражением его кандидата — Кайо Вассерхефеля — на выборах генерального секретаря партии. Мюнтеферинг также отказался участвовать в правительстве «большой коалиции». Пост генерального секретаря достался Андреа Налес — члену руководства СДПГ, бывшему председателю «Молодых социалистов», представительнице левого крыла партии. Однако, после недолгого председательства в партии Курта Бека (2006—2008), в сентябре 2008 Мюнтеферинг снова был утверждён Председателем СДПГ, а генеральным секретарём — Франк-Вальтер Штайнмайер.

#### В оппозиции (2009—2013)
27 сентября 2009 года состоялись выборы в бундестаг, в результате которых СДПГ потерпела сокрушительное поражение, получив всего лишь 23 процента голосов избирателей. В связи с этим, вместо «большой коалиции» с участием ХДС и СДПГ была сформирована коалиция ХДС с СвДП, а СДПГ вышла из правительства. Поражение партии на выборах отразилось и на руководстве СДПГ: неделю спустя, на специальном заседании пленума партии были выдвинуты новые кандидатуры на руководящие посты. Министр по защите окружающей среды Зигмар Габриэль был выдвинут на пост председателя партии, а член руководства СДПГ Андреа Налес — на пост генерального секретаря. Новые кандидатуры были утверждены на общем собрании партии, состоявшемся в Дрездене 13 ноября 2009 года. Франц Мюнтеферинг и Франк-Вальтер Штайнмайер покинули эти посты.

#### Большая коалиция (2013—2021)
22 сентября 2013 года состоялись выборы в бундестаг. СДПГ набрала 25,7 % голосов избирателей, улучшив свой результат четырёхлетней давности на 2,7 %. После выборов состоялись предварительные, а затем и основные переговоры о создании «большой коалиции» между ХДС/ХСС и СДПГ. Коалиционный договор до его подписания был вынесен на внутрипартийный референдум, на котором каждый член СДПГ мог отдать свой голос в поддержку или против коалиционного договора с христианскими демократами.
В коалиционном правительстве Зигмар Габриэль занял должность вице-канцлера и министра экономики и энергетики, Франк-Вальтер Штайнмайер стал министром иностранных дел. Всего СДПГ получила 6 из 16 портфелей в правительстве.
На выборах в Европейский парламент в 2014 СДПГ получила 27,3 % голосов и 27 мандатов.
19 марта 2017 года партию возглавил Мартин Шульц. Парламентские выборы 24 сентября 2017 года принесли неоднозначные результаты — СДПГ получила меньшую поддержку по сравнению с 2013 годом — 20,5 %. В феврале 2018 года Мартин Шульц оставил пост председателя партии.
Тем не менее, по итогам длительных переговоров, после внутрипартийного референдума, вновь была создана большая коалиция, и только 15 марта 2018 года сформировано четвёртое правительство Меркель с участием социал-демократов.
22 апреля 2018 года новым председателем СДПГ на съезде избрана с результатом 66 % Андреа Налес, ставшая первой женщиной на этом посту.
26 мая 2019 года состоялись европейские выборы, по итогам которых СДПГ получила 15,8 % голосов, на 11,5 % ниже её результата в 2014 году (кроме того, впервые в истории партия отстала по этим показателям от «зелёных»). В тот же день на земельных выборах в Бремене социал-демократы впервые за последние 73 года уступили ХДС, и 2 июня 2019 года Андреа Налес подала в отставку с обеих своих должностей — лидера партии и лидера фракции в бундестаге. 3 июня партию возглавило временное коллегиальное руководство в составе трёх заместителей председателя: Малу Драйер, Мануэла Швезиг и Торстен Шефер-Гюмбель.
6 декабря 2019 года на партийном съезде в Берлине сопредседателями СДПГ избраны представители её левого крыла Заския Эскен и Норберт Вальтер-Борьянс, критически настроенные к сохранению «большой коалиции».

#### Во главе коалиции (2021-2025)
На парламентских выборах в сентябре 2021 года СДПГ получила голосов и депутатских мандатов больше других партий и сформировала вместе с СвДП и Зелёными правительство во главе с Олафом Шольцем. После парламентских выборов 2025 года коалиция распалась. СДПГ заняла лишь третье место, показав худший результат с 1887 года.

#### Вновь Большая коалиция
После выборов СДПГ начала коалиционные переговоры с победившим блоком ХДС/ХСС. Лидер консерваторов Фридрих Мерц стал канцлером, СДПГ стала младшим коалиционным партнёром.

## Организационная структура
СДПГ состоит из партийных членов (Parteimitglied) (ранее — партийных товарищей (Parteigenosse)), каждый из которых платит обязательные взносы, партийные члены объединены в местные ассоциации (Ortsverein, в Берлине Abteilung), крупные местные объединения могут делиться на дистрикты (Distrikt) (в середине XX в. — блоки (Block)), местные объединения объединены в подокруга (Unterbezirk), подокруга в округа (Bezirk).
Высший орган — федеральный съезд (Bundesparteitag) (до 1949 года — имперский съезд (Reichsparteitag)), между федеральными съездами — конвент (Parteikonvent) (ранее — совет (Parteirat)), между конвентами — правление (Parteivorstand), состоящее из председателя партии (Parteivorsitzender), заместителей председателя партии (stellvertretender Parteivorsitzender), генерального секретаря (Bundesgeneralsekretär), менеджера (Bundesgeschäftsführer), казначея (Bundesschatzmeister) и членов правления партии, высший контрольный орган — Федеральная арбитражная комиссия (Bundesschiedskommission), высший ревизионный орган — Федеральная контрольная комиссия (Bundeskontrollkommission).
Округа
Округа соответствуют землям или административным округам в крупных землях. Если на одну землю приходится несколько округов СДПГ то на земельном уровне могла быть создана земельная ассоциация (Landesverband):
- Земельный союз СДПГ «Баден-Вюртемберг» (SPD-Landesverband Baden-Württemberg);
- Земельный союз СДПГ «Бавария» (SPD-Landesverband Bayern);
- Земельный союз СДПГ «Берлин» (SPD-Landesverband Berlin);
- Земельный союз СДПГ «Бранденбург» (SPD-Landesverband Brandenburg);
- Земельная организация СДПГ «Бремен» (SPD-Landesorganisation Bremen);
- Земельная организация СДПГ «Гамбург» (SPD-Landesorganisation Hamburg);
- Земельный союз СДПГ «Гессен» (SPD-Landesverband Hessen);
  - Округ СДПГ «Гессен-Север» (SPD-Bezirk Hessen-Nord), резиденция окружного правления в Касселе;
  - Округ СДПГ «Гессен-Юг» (SPD-Bezirk Hessen-Süd), резиденция окружного правления во Франкфурте-на-Майне;
- Земельный союз СДПГ «Мекленбург-Передняя Померания» (SPD-Landesverband Mecklenburg-Vorpommern);
- Земельный союз СДПГ «Нижняя Саксония» (SPD-Landesverband Niedersachsen);
  - Округ СДПГ «Брауншвейг» (SPD-Bezirk Braunschweig), резиденция окружного правления в Брауншвейге;
  - Округ СДПГ «Ганновер» (SPD-Bezirk Hannover), резиденция окружного правления в Ганновере;
  - Округ СДПГ «Нижняя Саксония-Север» (SPD-Bezirk Nord-Niedersachsen), резиденция окружного правления в Штаде;
  - Округ СДПГ «Везер-Эмс» (SPD-Bezirk Weser-Ems), резиденция окружного правления в Ольденбурге[12];
- Земельный союз СДПГ «Северный Рейн-Вестфалия» (SPD-Landesverband Nordrhein-Westfalen);
- Земельный союз СДПГ «Рейнланд-Пфальц» (SPD-Landesverband Rheinland-Pfalz);
- Земельный союз СДПГ «Саар» (SPD-Landesverband Saar);
- Земельный союз СДПГ «Саксония» (SPD-Landesverband Sachsen);
- Земельный союз СДПГ «Саксония-Ангальт» (SPD-Landesverband Sachsen-Anhalt);
- Земельный союз СДПГ «Шлезвиг-Гольштейн» (SPD-Landesverband Schleswig-Holstein);
- Земельный союз СДПГ «Тюрингия» (SPD-Landesverband Thüringen)[13].

Высший орган округа — окружной съезд (Bezirksparteitag), между окружными съездами — окружной комитет (Bezirksausschuss), между окружными комитетами — окружное правление (Bezirksvorstand), состоящее из председателя окружного правления (Bezirksvorsitzender), заместителей председателя окружного правления (stellvertretender Bezirksvorsitzender), генерального секретаря округа (Bezirksgeneralsekretär), казначея округа (Bezirksschatzmeister) и членов окружного правления, контрольный орган округа — окружная арбитражная комиссия (Bezirksschiedskommission), ревизионный орган округа — окружная контрольная комиссия (Bezirkskontrollkommission).
После восстановления СДПГ в 1945 году в связи с медиатизацией земель (упразднения Пруссии и мелких земель — Липпе, Анхальт, Брауншвейг) большая часть округов была заменена земельными федерация.
Высший орган земельной ассоциации — земельный съезд (Landesparteitag), между земельными съездами — земельный комитет (Landesausschuss), между земельными комитетами — земельное правление (Landesvorstand), высшее должностное лицо земельной ассоциации — земельный председатель (Landesvorsitzender), прочие должностные лица земельной ассоциации — заместители земельного председателя (stellvertretender Landesvorsitzender), земельный генеральный секретарь (Landesgeneralsekretär), земельный директор (Landesgeschäftsführer) и земельный казначей (Landesschatzmeister), контрольный орган земельной организации — земельная арбитражная комиссия (Landesschiedskommission), ревизионный орган земельной ассоциации — земельная контрольная комиссия (Landeskontrollkommission).
Подокруга
Подокруга соответствуют районам, внерайонным городам, округам земель Берлин и Гамбург.
Высший орган подокруга — подокружной съезд (Unterbezirksparteitag), между подокружными съездами — подокружной комитет (Unterbezirksausschuss), между подокружными комитетами — подокружное правление (Unterbezirksvorstand), состоящее из председателя подокружного правления (Unterbezirksvorsitzender), заместителей председателя подокружного правления (stellvertretender Unterbezirksvorsitzender), секретарь подокруга (Unterbezirksschriftführer), кассир подокруга (Unterbezirkskassier) и членов подокружного правления, контрольный орган подокруга — подокружная арбитражная комиссия (Unterbezirksschiedskommission), ревизионный орган подокруга — подокружная контрольная комиссия (Unterbezirkskontrollkommission).
После восстановления СДПГ в 1945 году в связи с унификацией единиц уровня района большая часть подокругов была заменена районными федерациями.
Высший орган районной ассоциации — районный съезд (Kreisparteitag), между районными съездами — районный комитет (Kreisausschuss), между районными комитетами — районное правление (Kreisvorstand), состоящее из председателя районного правления (Kreisvorsitzender), заместители председателя районного правления (stellvertretender Kreisvorsitzender), секретаря районной федерации (Kreisschriftführer), кассира районной федерации (Kreiskassier) и членов районного правления, контрольный орган районной ассоциации — районная арбитражная комиссия (Kreisschiedskommission) (существуют только в крупных районных ассоциациях), ревизионный орган районной ассоциации — районная контрольная комиссия (Kreiskontrollkommission).
Местные ассоциации
Местные объединения соответствуют городам, общинам, городским округам и местным кварталам земель Берлин и Гамбург.
Высший орган местной ассоциации — общее собрание местной ассоциации (Ortsvereinsmitgliederversammlung) (в очень крупных местных объединениях — съезд местной ассоциации (Ortsvereinsparteitag)), между общими собраниями — правление местной ассоциации (Ortsvereinsvorstand), состоящее из председателя местного объединения (Ortsvereinsvorsitzender), заместителей председателя местной ассоциации (stellvertretender Ortsvereinsvorsitzender), секретарь местной ассоциации (Ortsvereinsschriftführer), кассир местной ассоциации (Ortsvereinskassier), ревизионный орган местного объединения — контрольная комиссия местной ассоциации (Ortsvereinskontrollkommission).
В случае если местная ассоциации соответствует группам мелких общин то местное объединение может делиться на соответствуют первичным отделениям в российских партиях (Ortsverband).
Высший орган местной ассоциации — местное общее собрание (Ortsmitgliederversammlung), между общими собраниями — местное правление (Ortsvorstand), состоящее из председателя местной федерации (Ortsvorsitzender), заместителей председателя местной федерации (stellvertretender Ortsvorsitzender), секретаря местной федерации (Ortsschriftführer) и членов местного правления.
Дистрикты
Дистрикты соответствуют городским кварталам и деревням.
Высший орган дистрикта — дистриктуальное общее собрание (Distriktsmitgliederversammlung), между общими собраниями — дистриктуальное правление (Distriktsvorstand), состоящее из председателя дистрикта (Distriktsvorsitzender), заместители председателя дистрикта (stellvertretender Distriktsvorsitzender), кассира дистрикта (Distriktskassier) и членов дистриктуального правления.

### Рабочие сообщества
Для лучшей проработки целей партии внутри СДПГ были созданы специальные рабочие группы, защищающие интересы определённых социальных групп:
- Молодёжная группа «Юные социалисты» (Arbeitsgemeinschaft der Jungsozialistinnen und Jungsozialisten in der SPD, Jusos)
- Рабочая группа по вопросам труда по найму (Arbeitsgemeinschaft für Arbeitnehmerfragen, AfA)
- Группа женщин — социал-демократов (Arbeitsgemeinschaft sozialdemokratischer Frauen, ASF) (до её создания существовала система женских комитеты: федеральный женский комитет (bundesfrauenausschuss), земельные женские комитет (Landesfrauenausschuss) и районные женские комитеты (Kreisfrauenausschuss) и система женских конференций: федеральная женская конференция (Bundesfrauenkonferenz), земельные женские общие собрания (Landesfrauenmitgliederversammlung) и районные женские общие собрания (Kreisfrauenmitgliederversammlung))
- Группа 60 плюс (Arbeitsgemeinschaft SPD 60 plus, AG 60 plus)
- Социал-демократы в здравоохранении (Arbeitsgemeinschaft der Sozialdemokraten im Gesundheitswesen, ASG)
- Социал-демократы в образовании (Arbeitsgemeinschaft für Sozialdemokraten im Bildungsbereich, AfB)
- Социал-демократические юристы (Arbeitsgemeinschaft sozialdemokratischer Juristinnen und Juristen, ASJ)
- «Миграция и плюрализм» (Arbeitsgemeinschaft Migration und Vielfalt). Имеет филиалы в большинстве федеральных земель. В составе Берлинской рабочей группы работает проектная группа «Русскоязычные социал-демократы в Берлине», РуСиБ (Russischsprechende Sozialdemokratinnen und Sozialdemokraten in Berlin, RuSiB), единственное политическое объединение русскоязычных Германии в структуре немецкой политической партии.
- Частные предприниматели в СДПГ (Arbeitsgemeinschaft Selbständige in der SPD, AGS)
- Геи и лесбиянки в СДПГ (Arbeitsgemeinschaft der Lesben und Schwulen in der SPD, Schwusos)
- Социал-демократы, пострадавшие от политических репрессий (AvS)
- Социал-демократическое общество муниципальной политики (Sozialdemokratische Gemeinschaft für Kommunalpolitik, SGK)

Организационная структура рабочих сообществ
Большинство рабочих сообществ состоит из округов, крупные округа (у молодых социалистов — все) из подокругов, в Союзе молодых социалистов крупные подокруга могут делиться на рабочие сообщества (Arbeitsgemeinschaft). Кроме того «Молодые социалисты» могут иметь учебные группы (Hochschulgruppe), а «Рабочая группа по вопросу труда по найму» могут иметь производственные группы (Betriebsgruppe) на предприятиях. В рабочих сообществах могут состоять как члены СДПГ так и сочувствующие (Unterstützer). СДПГ пользуется поддержкой крупнейшего профцентра Германии — Объединение немецких профсоюзов.
Высший орган рабочего сообщества — федеральная конференция (Bundeskonferenz) (в Союзе молодых социалистов — федеральный съезд (Bundeskongress)), между федеральными конференциями — федеральный комитет, между федеральными комитетами — федеральное правление, состоящее из председателя, заместителей председателя, менеджера, казначея и членов федерального правления.
Округа рабочих сообществ
Высший орган округа рабочего сообщества — окружное общее собрание (Bezirksmitgliderversammlung), в крупном округе — окружное конференция (Bezirkskonferenz), между окружными общими собраниями — окружной комитет, между окружными комитетами — окружное правление, состоящее из председателя окружного правления, заместителей председателя окружного правления, менеджера, казначея округа и членов окружного правления.
Часто округа заменяются земельными федерациями
Высший орган земельной ассоциации рабочего сообщества — земельное общее собрание (Landesmitgliderversammlung), в крупной земельной федерации — земельная конференция (Landeskonferenz), между земельными общими собраниями — земельный комитет, между земельными комитетами — земельное правление, состоящее из председателя земельного правления, заместителей председателя земельного правления, менеджера, казначея земельной федерации и членов земельного правления.
Подокруга рабочих сообществ
Высший орган подокруга рабочего сообщества — подокружное общее собрание (Unterbezirksmitgliderversammlung), в крупном подокруге — подокружная конференция (Unterbezirkskonferenz), между подокружными общими собраниями — подокружное правление, состоящее из председателя подокружного правления, заместителей председателя подокружного правления, кассир подокруга и членов подокружного правления.
Часто подокруга заменяются районными федерациями.
Высший орган районной ассоциации рабочего сообщества — районное общее собрание (Kreismitgliderversammlung), в крупных районных ассоциациях — районная конференция (Kreiskonferenz), между районными общими собраниями — районное правление, состоящее из председателя районного правления (Kreisvorsitzender), заместителей председателя районного правления, кассира районной федерации и членов районного правления.
Рабочие сообщества Союза молодых социалистов
Высший орган рабочего сообщества Союза молодых социалистов — общее собрание рабочего сообщества (Arbeitsgemeinschaftsmitgliederversammlung), между общими собраниями — правление рабочего сообщества (Arbeitsgemeinschaftsvorstand), высшее должностное лицо рабочего сообщества Союза молодых социалистов — председатель рабочего сообщества (Arbeitsgemeinschaftsvorsitzender), прочие должностные лица рабочего сообщества Союза молодых социалистов — заместители председателя рабочего сообщества (stellvertretender Arbeitsgemeinschaftsvorsitzender) и кассир рабочего сообщества (Arbeitsgemeinschaftskassier).
Производственные группы Рабочего сообщества по вопросам труда по найму
Производственные группы Рабочего сообщества по вопросам труда по найму могут создаваться на предприятиях и учреждениях в которых есть достаточное количество членов СДПГ или членов Рабочего сообщества по вопросам труда по найму.
Высший орган производственной группы — общее собрание производственной группы (Betriebsgruppenmitgliederversammlung), между общими собраниями — правление производственной группы (Betriebsgruppenvorstand), состоящее из председателя производственной группы (Betriebsgruppenvorsitzender) и членов правления производственной группы.
Учебные группы Молодых социалистов
Учебные группы Молодых социалистов могут создаваться в университетах, высших школах или специальных школах в которых есть достаточное количество учащихся-членов СДПГ или членов Рабочего сообщества молодых социалистов.
Высший орган учебной группы — общее собрание учебной группы (Hochschulgruppenmitgliederversammlung), между общими собраниями — правление учебной группы (Hochschulgruppenvorstand), состоящее из председателя учебной группы (Hochschulgruppenvorsitzender) и членов правления учебной группы.

### Рабочие клубы
- Еврейские социал-демократы (Arbeitskreis Jüdischer Sozialdemokraten, AKJS)
- Христиане (Arbeitskreis Christinnen und Christen in der SPD)

### Форумы
- Форум «Культура» (Kulturforum)
- Форум «Международная политика» (Internationale Politik)
- Форум «Восточная Германия и социал-демократия» (Forum Ostdeutschland der Sozialdemokratie e.V.)
- Форум «Спорт» (Forum Sport)
- Форум «Наука» (Wissenschaftsforum)
- Тематический форум «Потребительская политика» (Themenforum Verbraucherpolitik)

Форумы могут иметь региональные группы. Каждый форум управляется общим собранием и правлением.

### Социалистическая молодёжь Германии — Соколы
Ещё одна молодёжная организация — Социалистическая молодёжь Германии — Соколы (Sozialistische Jugend Deutschlands — Die Falken), в Веймарский период называлась — Социалистическая рабочая молодёжь (Sozialistische Arbeiter-Jugend, SAJ). Также состоит из округов, округа из подокругов. Высший орган — Федеральная конференция (ранее — молодёжный съезд (Jugendtag)), между федеральными конференциями — федеральный комитет (ранее — имперский комитет (Reichsausschuss)), между федеральными комитетами — федеральное правление (ранее — имперское правление (Reichsvorstand)), высший ревизионный орган — федеральная контрольная комиссия.

### Фонд Фридриха Эберта
Научным центром при СДПГ является Фонд Фридриха Эберта. В Германии при каждой партии, которая представлена в Бундестаге в течение 12 лет, создан специальный фонд, который полностью финансируется государством. Примером такого фонда является фонд Фридриха Эберта.

### Прочие смежные организации
Официальная газета — «Вперёд» (Vorwärts), до 1984 года существовал теоретический орган — журнал «Нойе Гезельшафт» (Neue Gesellschaft). Резиденция — Дом Вилли Брандта. В Веймарский период существовали также Рабочий гимнастический и спортивный союз (Arbeiter-Turn- und Sportbund) (молодёжная организация — Рабочая спортивная молодёжь (Arbeitersportjugend)), «Друзья природы» (Naturfreunde) (молодёжная организация — Молодёжь «Друзей природы» (Naturfreundejugend Deutschlands)), Союз «Рабочего самаритянина» Германии (Arbeiter-Samariter-Bund Deutschland) (молодёжная организация — Молодёжь «Рабочего самаритянина» (Arbeiter-Samariter-Jugend)), «Мото- и Велосоюз Солидарность» (Rad- und Kraftfahrerbund «Solidarität») (молодёжная организация — Молодёжь «Солидарности» (Solidaritätsjugend Deutschlands)).
В первой половине 1920-х гг. СДПГ имела собственную боевую организацию — «Отряды безопасности» (Sicherheitsabteilung) и «Социалистические отряды порядка» (Sozialistische Ordnungsdienst). В 1924 г. члены СДПГ, Немецкой демократической партии и Немецкой партии центра создали политическую организацию — «Союз немецких фронтовиков и республиканцев» (Bund deutscher Kriegsteilnehmer und Republikaner), имевшая своё боевое крыло «Боевые формации» (Stammformationen) и элитную часть боевого крыла — «Защитные формации» (Schutzformationen), после чего большая часть членов «Отрядов безопасности» влилась в «Боевые формации».

## Количество депутатов от СДПГ (с 1949)
|  |

### Поданные за СДПГ голоса (с 1949)
|  |

| Поддержка партии на федеральных выборах 2017 года по землям: пропорциональное голосование |
| ----------------------------------------------------------------------------------------- |
|                                                                                           |